# Brårud
Brårud este o localitate din comuna Nes, provincia Akershus, Norvegia, cu o suprafață de 0,38 km² și o populație de 465 locuitori (2013).